# Josephin Laue
Josephin Laue (* 21. November 2001 in Halle (Saale)) ist eine ehemalige deutsche Skispringerin und Nordische Kombiniererin.

## Werdegang
Josephin Laue fand in einem Urlaub zum Skispringen, nachdem sie ein Training besuchte und wenig später in Rothenburg an der Saale an einem Casting teilnahm, von welchem sie aus der Presse erfuhr. Von 2008 bis zum Ende der Saison 2011/12 sprang sie ausschließlich auf nationaler Ebene bei Springen regionaler Skisprungvereine. Von der Saison 2012/13 bis zur Saison 2016/17 war sie im Deutschen Schülercup, wo sie in der Saison 2016/17 in der Gesamtwertung Zweite wurde. Bei den Deutschen Schülermeisterschaften 2015 in Ruhpolding wurde sie Vierte. Ab 2015 trat Laue in ersten internationalen Wettbewerben unter dem Dach der Fédération Internationale de Ski, zunächst vorwiegend im Skisprung-Alpencup, in Erscheinung. In der Alpencup-Saison 2015/16 sprang sie in Klingenthal, Pöhla, Bischofsgrün Mittelfeldergebnisse ein und landete in der Alpencup-Tournee-Wertung 2015 auf dem 16. Platz. In Einsiedeln sprang sie auf den vierten und auf den siebenten Platz und in der Alpencup-Gesamtwertung erreichte sie den sie 36. Platz. Bei den Nordischen Skispielen der OPA 2016 in Villach wurde sie 16. im Einzel und Achte im Team. Bei den Deutschen Meisterschaften 2015 der Junioren in Oberstdorf sprang sie in der Gruppe I auf den undankbaren vierten Platz und bei den Deutschen Schülermeisterschaften 2016 in Ruhpolding gewann sie die Bronzemedaille.
In der Alpencup-Saison 2016/17 erreichte sie in Klingenthal die Plätze acht und neun und in Pöhla 25. In Alpencup-Tournee-Wertung 2016 kam sie auf dem 38. Platz. In der Saison 2016/17 sprang sie zum ersten Mal im FIS-Cup in Einsiedeln auf dem Sechsten und 25. Platz und eine Woche später bei der letzten Station im Sommer-Alpencup an gleicher Austragungsstätte sprang sie auf den vierten und siebenten Platz. Bei den Deutschen Meisterschaft 2016 der Damen in Berchtesgaden kam sie auf dem 12. Platz und bei den Junioren auf dem 11. Platz. Im weiteren Verlauf der Alpencup-Saison sprang sie in Rastbuechl und Žiri und kam in der Alpencup-Gesamtwertung auf den 12. Platz. Bei den Nordischen Skispielen der OPA 2017 in Hinterzarten im Einzel auf den zehnten Platz.
Gleich zu Beginn der Alpencup-Saison 2017/18 erreichte sie in Klingenthal den sensationellen zweiten Platz, in Pöhla kam sie auf den Sechsten und Fünften und in Bischofsgrün auf die Plätze 20. und neun. In der Alpencup-Tournee-Wertung 2017 kam sie auf den 18. Platz. Zu Beginn der Continental-Cup-Saison 2017/18 erreichte sie in Oberwiesenthal mit den Plätzen 27. und 30. ihre ersten Punkte im Continental-Cup. Einen Monat später gewann sie im Deutschlandpokal 2017/18 in Oberstdorf den ersten Platz und einen Tag später wiederholte sie den Sieg vom Vortag. Bei den Deutschen Meisterschaften 2017 in Obersdorf erreichte sie bei den Damen I den zehnten Platz. Anfang Januar 2018 gewann sie zweimal im Deutschlandpokal in Villach in der Kategorie J17. Bei ihren dritten Nordischen Skispielen der OPA 2018 in Planica kam sie im Einzel auf den 12. Platz.
In der Saison 2018/19 erreichte sie bei den Deutschen Meisterschaften 2018 in Hinterzarten im Einzel den Neunten und in der Mannschaft mit Alina Ihle den Fünften Platz. An Gleicherstelle holte sie bei den Deutschen Junioren Meisterschaften die Bronzemedaille. Beim ersten Sommer Grand Prix in Hinterzarten sprang sie in der Qualifikation und im Einzelwettbewerb auf den 37. Platz. Wenige Tage später erreichte sie in der Alpencup-Saison 2018/19 in Klingenthal im ersten Springen den Fünften Platz und gewann das zweite Springen. In Pöhla kam sie auf den 10. und Sechsten und in Bischofsgrün auf die Plätze sechs. und neun. In der Alpencup-Tournee-Wertung 2018 kam sie auf den zweiten Platz. In der Saison des Deutschlandpokals erreichte sie Sommer sowie im Winter in Oberhof zweimal den ersten Platz in der Kategorie Damen. Bei ihren ersten Nordischen Junioren-Skiweltmeisterschaften 2019 in Lahti sprang sie im Einzel auf den 18. Platz und in der Mannschaft mit Jenny Nowak, Selina Freitag und Agnes Reisch gewann sie die Silbermedaille. Nach den guten Leistungen bei der Junioren-WM sprang sie beim Weltcup in Oberstdorf in der Qualifikation in der Nationalen Gruppe auf die Plätze 42 und 41, verpasste jeweils knapp die Qualifikation für den ersten Durchgang. Mit den Plätzen zwei und sieben konnte sie in Oberstdorf noch die Gesamtwertung im Deutschlandpokal in der Kategorie Damen gewinnen.
Bei den Nordischen Junioren-Skiweltmeisterschaften 2019 im finnischen Lahti erreichte Laue im Einzelspringen von der Normalschanze den 18. Rang und gewann im Teamspringen der Juniorinnen, das ebenfalls von der Normalschanze ausgetragen wurde, gemeinsam mit Jenny Nowak, Selina Freitag und Agnes Reisch die Silbermedaille. Nach den guten Leistungen bei der Junioren-WM sprang sie beim Weltcup in Oberstdorf in der Qualifikation in der Nationalen Gruppe auf die Plätze 42 und 41, verpasste jeweils knapp die Qualifikation für den ersten Durchgang. Am 9. Februar 2020 erreichte sie in Brotterode mit einem vierten Platz ihr bis dahin bestes Resultat im Continental Cup. Bei den Junioren-Skiweltmeisterschaften 2020 in Oberwiesenthal wurde sie im Einzelspringen 34. und gewann im Teamspringen der Juniorinnen mit Michelle Göbel, Pia Lilian Kübler und Selina Freitag die Bronzemedaille. Beide Wettkämpfe wurden von der Normalschanze ausgetragen.
Ein Jahr später nahm sie auch an den Nordischen Junioren-Skiweltmeisterschaften 2021, die abermals in Lahti stattfanden, teil. Mit einem 33. Platz im Einzelspringen sowie einem fünften Rang im Teamspringen an der Seite von Lia Böhme, Michelle Göbel und Selina Freitag blieb sie dabei erstmals ohne Medaille. In der Continental-Cup-Saison 2021/22 erreichte sie am 12. Februar 2022 hinter Chiara Kreuzer und Nika Prevc sowie punktgleich mit Karolína Indráčková auf dem dritten Platz in Brotterode ihre erste Podiumsplatzierung im Continental Cup. Am 27. Februar 2022 erreichte sie bei ihrem ersten Weltcupstart im österreichischen Hinzenbach als 28. gleich die Punkteränge.
Am 17. März 2025 gab Laue auf ihrem Instagram-Profil bekannt, dass sie ihre Laufbahn als Skispringerin beenden wird.

## Erfolge

### Junioren-Weltmeisterschaften
- 2019 in Lahti: 18. Einzel, 2. Mannschaft

### Siege im Deutschlandpokal
| Nr. | Datum              | Ort                    | Typ              |
| --- | ------------------ | ---------------------- | ---------------- |
| 1.  | 16. September 2017 | Oberstdorf             | Normalschanze    |
| 2.  | 17. September 2017 | Oberstdorf             | Normalschanze    |
| 3.  | 5. Januar 2018     | Villach                | Normalschanze    |
| 4.  | 6. Januar 2018     | Villach                | Normalschanze    |
| 5.  | 4. Februar 2018    | Garmisch-Partenkirchen | Mittlere Schanze |
| 6.  | 9. Februar 2018    | Rastbüchl              | Mittlere Schanze |
| 7.  | 4. März 2018       | Oberstdorf             | Normalschanze    |
| 8.  | 22. September 2018 | Oberhof                | Normalschanze    |
| 9.  | 23. September 2018 | Oberhof                | Normalschanze    |
| 10. | 28. Dezember 2018  | Oberhof                | Normalschanze    |
| 11. | 29. Dezember 2018  | Oberhof                | Normalschanze    |
| 12. | 8. September 2019  | Berchtesgaden          | Normalschanze    |
| 13. | 10. Januar 2021    | Seefeld                | Normalschanze    |
| 14. | 16. März 2024      | Oberhof                | Normalschanze    |

### Siege im Alpencup
| Nr. | Datum          | Ort         | Typ           |
| --- | -------------- | ----------- | ------------- |
| 1.  | 6. August 2018 | Klingenthal | Normalschanze |

### Deutsche Meisterschaften
| Deutsche Schülermeisterschaft | Deutsche Schülermeisterschaft | Deutsche Schülermeisterschaft | Deutsche Schülermeisterschaft |
| ----------------------------- | ----------------------------- | ----------------------------- | ----------------------------- |
| Bronze                        | 2016 Ruhpolding               | 3. Platz im Einzel            |                               |

| Deutsche Jugendmeisterschaft | Deutsche Jugendmeisterschaft | Deutsche Jugendmeisterschaft | Deutsche Jugendmeisterschaft |
| ---------------------------- | ---------------------------- | ---------------------------- | ---------------------------- |
| Silber                       | 2017 Partenkirchen           | Vize-Meisterin im Einzel     |                              |
| Silber                       | 2019 Oberhof                 | Vize-Meisterin im Einzel     |                              |

| Deutsche Junioren-Meisterschaft | Deutsche Junioren-Meisterschaft | Deutsche Junioren-Meisterschaft | Deutsche Junioren-Meisterschaft |
| ------------------------------- | ------------------------------- | ------------------------------- | ------------------------------- |
| Bronze                          | 2018 Hinterzarten               | 3. Platz im Einzel              |                                 |
| Gold                            | 2019 Berchtesgaden              | Gold im Einzel                  |                                 |

### Landesmeisterschaften
| Landesmeisterschaften | Landesmeisterschaften | Landesmeisterschaften     | Landesmeisterschaften |
| --------------------- | --------------------- | ------------------------- | --------------------- |
| Gold                  | 2012 Braunlage        | Gold im Einzel (AK 8–11)  |                       |
| Gold                  | 2014 Wippra           | Gold im Einzel (AK 12–15) |                       |
| Gold                  | 2015 Braunlage        | Gold im Einzel (Damen)    |                       |

## Statistik

### Deutschlandpokal-Platzierungen
| Saison              | Platz | Punkte |
| ------------------- | ----- | ------ |
| Damen J 17          |       |        |
| 2017/18             | 01    | 0395   |
| Damen               |       |        |
| 2018/19             | 01    | 0359   |
| 2019/20             | 01    | 0100   |
| 2020/21             | 08    | 0173   |
| 2021/22             | 04    | 0095   |
| Damen & Juniorinnen |       |        |
| 2022/23             | 06    | 0132   |
| 2023/24             | 04    | 0300   |
| 2024/25             | 03    | 0305   |

### Grand-Prix-Platzierungen
| Saison | Platz | Punkte |
| ------ | ----- | ------ |
| 2022   | 059.  | 001    |

### Continental-Cup- bzw. Intercontinental-Cup-Platzierungen
| Saison               | Sommer          | Sommer          | Winter          | Winter          | Gesamt          | Gesamt          |
| Saison               | Platz           | Punkte          | Platz           | Punkte          | Platz           | Punkte          |
| Continental-Cup      | Continental-Cup | Continental-Cup | Continental-Cup | Continental-Cup | Continental-Cup | Continental-Cup |
| -------------------- | --------------- | --------------- | --------------- | --------------- | --------------- | --------------- |
| 2017/18              | 045.            | 0005            | 055.            | 0009            | 068.            | 0014            |
| 2018/19              | —               | —               | 031.            | 0039            | 039.            | 0039            |
| 2019/20              | 066.            | 0015            | 013.            | 0098            | 029.            | 0113            |
| 2020/21              | —               | —               | —               | —               | 011.            | 0048            |
| 2021/22              | —               | —               | —               | —               | 05.             | 0327            |
| 2022/23              | —               | —               | 014.            | 0151            | 019.            | 0151            |
| Intercontinental-Cup |                 |                 |                 |                 |                 |                 |
| 2023/24              | —               | —               | 080             | 011             | 066             | 011             |

## Privates
Ihre Zwillingsschwester Pauline Laue war ebenfalls als Skispringerin und Nordische Kombiniererin aktiv.